# Retrowersja

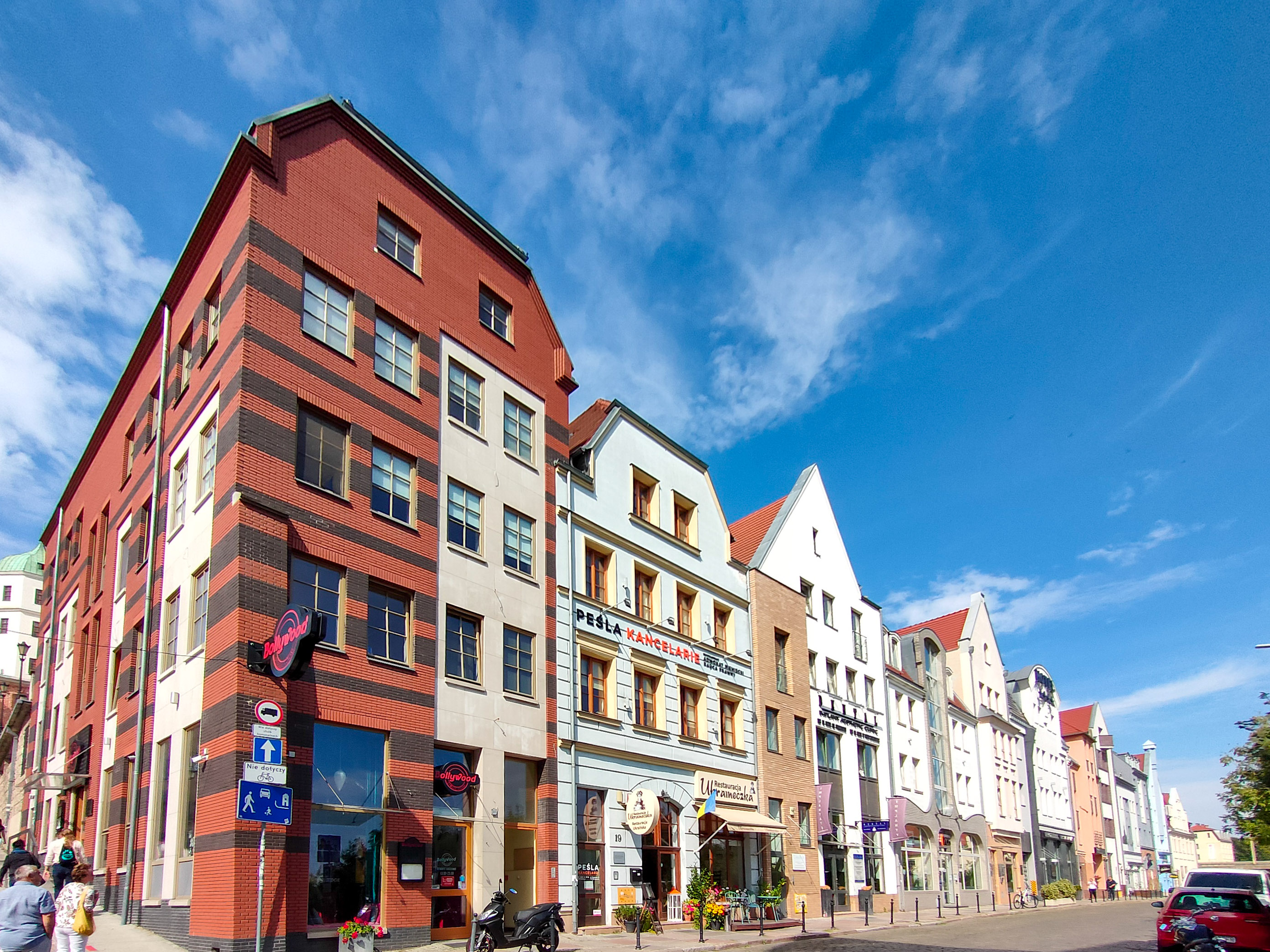
Stare Miasto w Szczecinie

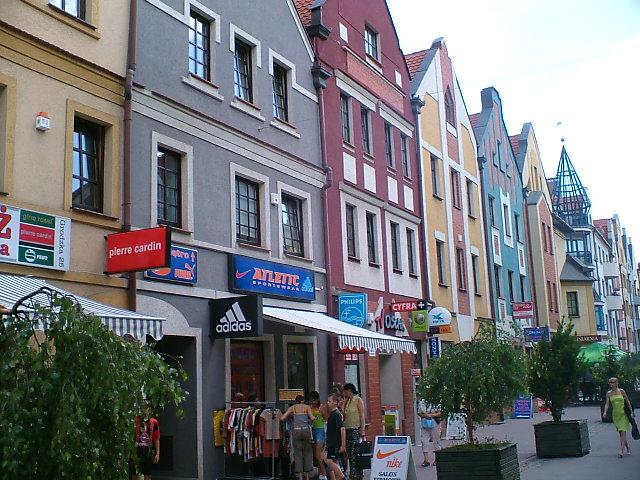
Stare Miasto w Głogowie

Retrowersja – nieformalna nazwa postmodernistycznego nurtu w polskiej architekturze i urbanistyce przełomu XX i XXI wieku, polegającego na odbudowie starówek, części miast lub poszczególnych kwartałów zabudowy, w zgodzie z dawnym układem i wysokością ulic, ale z bardzo swobodnym potraktowaniem detalu, kolorystyki i z użyciem dużej ilości ornamentyki luźno nawiązującej do stylów historycznych.

## Charakterystyka
Przez część architektów działania tego rodzaju traktowane są jako kicz urbanistyczny, natomiast odbiór społeczny tych realizacji jest często pozytywny, co wiąże się z kontrastem do źle postrzeganej w PRL architektury modernistycznej. Zarzutem wobec retrowersji jest przede wszystkim to, że nie jest w pełni architekturą nowoczesną, ponieważ luźno nawiązuje (za pośrednictwem postmodernizmu) do historii, ale jednocześnie nie ma wartości architektury historycznej, bowiem tylko imituje (nowoczesnymi środkami wyrazu) starą zabudowę.
Za twórców retrowersji uważa się Szczepana Bauma (laureata Honorowej Nagrody SARP za rok 1991) oraz Marię Lubocką-Hoffmann (wieloletnią wojewódzką konserwator zabytków w Elblągu, autorkę terminu).

## Przykłady
Przykłady zastosowania retrowersji w Polsce:
- Stare Miasto w Elblągu,
- Stare Miasto w Głogowie,
- Stare Miasto w Kołobrzegu,
- Stare Miasto w Stargardzie,
- Wyspa Spichrzów w Gdańsku,
- Pasaż handlowy w Giżycku.
- Rynek Sienny w Szczecinie
- Stary Rynek w Gorzowie Wielkopolskim

Przykłady zastosowania retrowersji za granicą:
- Stare Miasto we Frankfurcie nad Menem (Niemcy)
- Wioska Rybacka i Stare Miasto w Królewcu (Rosja)